# Morti nel 238
| Questa pagina contiene informazioni ricavate automaticamente dalle voci biografiche con l'ausilio del template Bio e di un bot. L'aggiornamento è periodico e automatico e ricostruisce completamente la pagina. Se manca una persona in questa lista, sei pregato di non aggiungerla, ma accertati piuttosto che la sua voce biografica contenga il template Bio e che i dati anagrafici siano correttamente compilati. Se il template Bio manca, inseriscilo tu stesso o, in alternativa, metti l'avviso {{tmp\|Bio}} che ne segnala la mancanza. Se i dati riportati sono sbagliati, correggi direttamente la voce biografica; le modifiche saranno visibili in questa lista entro pochi giorni. Per chiarimenti vedi il progetto biografie. La lista contiene solo le 6 persone che sono citate nell'enciclopedia e per le quali è stato implementato correttamente il template Bio. Pagina aggiornata al 19 ott 2024. |

- 12 aprile - Gordiano I, imperatore e senatore romano
- 12 aprile - Gordiano II, imperatore romano
- 10 maggio - Massimino il Trace, imperatore romano
- 10 maggio - Gaio Giulio Vero Massimo, politico romano (n. 217)
- 29 luglio - Balbino, imperatore romano (n. 178)
- 29 luglio - Pupieno, imperatore romano